# エステバン・オストジッチ
エステバン・ダニエル・オストジッチ・ヴェガ（Esteban Daniel Ostojich Vega, 1982年4月12日 -  ) は、ウルグアイ・サン・ホセ・デ・マジョ出身のサッカー審判員（国際審判員）。

## 審判としてのキャリア
2013年からプリメーラ・ディビジオンで主審を務め、2016からは国際サッカー連盟 (FIFA) に国際審判員として登録されている。同年8月11日には南米サッカー連盟 (CONMEBOL) の主催するコパ・スダメリカーナ・ソル・デ・アメリカ（パラグアイ）対ホルヘ・ウィルステルマン（ボリビア）の試合の主審を務め、国際試合を初担当。翌年2017年4月12日には、コパ・リベルタドーレスグループステージ・グレミオ（ブラジル）対デポルテス・イキケの試合で、コパ・リベルタドーレスの主審デビューを飾った。国際Aマッチでは2018年11月16日に行われた国際親善試合・アルゼンチン対メキシコの試合を担当。翌2019年にはブラジルで開催されたコパ・アメリカ2019の審判団の一人として招かれ、グループステージのボリビア対ベネズエラの試合を担当した。
国際試合ではビデオ・アシスタント・レフェリー (VAR) としても活動しており、コパ・リベルタドーレス2018 決勝2ndレグやコパ・リベルタドーレス2019 決勝1stレグ、レコパ・スダメリカーナ2020で経験がある。また、カタールで開催されたFIFAクラブワールドカップ2019にもVAR担当として招聘され、決勝のリヴァプール（イングランド）対フラメンゴ（ブラジル）を含む3試合を担当した。2021年2月にカタールで開催されたFIFAクラブワールドカップ2020では健康上の理由で辞退したレオダン・ゴンザレスに代わって審判団の一員を務め、準々決勝のUANLティグレスvs蔚山現代戦と、決勝のUANLティグレスvsバイエルン・ミュンヘン戦を担当した。